# The Missing Jewels (film 1913)
The Missing Jewels è un cortometraggio muto del 1913 diretto da Arthur Hotaling.

## Produzione
Il film fu prodotto dalla Lubin Manufacturing Company.

## Distribuzione
Distribuito dalla General Film Company, uscì nelle sale cinematografiche USA il 4 febbraio 1913. Nelle proiezioni, veniva programmato con il sistema dello split reel, accorpato in un'unica bobina con un altro cortometraggio.